# Vụ nổ mỏ than Vorkuta

Vị trí của Cộng hòa Komi trong nước Nga

Từ ngày 25 tháng 2 và 29 tháng 2 năm 2016, một loạt các vụ nổ, được cho là do rò rỉ khí metan bắt lửa, khiến 36 người chết, trong đó có 31 thợ mỏ và năm nhân viên cứu hộ, trong một mỏ than gần thành phố Vorkuta, Cộng hòa Komi, Nga.
Ngày 25 tháng 2 năm 2016, một vụ nổ khí metan tại mỏ Severnaya đã kích hoạt 2 vụ nổ khác và làm đất đá đổ xuống. Vụ nổ cũng khiến hỏa hoạn bùng phát. Tại thời điểm xảy ra tai nạn, có 111 thợ mỏ đang làm việc và có 81 người được đưa lên mặt đất. 4 thợ mỏ thiệt mạng cùng 9 người khác bị thương sau loạt vụ nổ. Số phận của 26 thợ mỏ khác đến nay vẫn chưa thể xác định, và họ hoàn toàn mất liên lạc kể từ thời điểm vụ nổ. Vụ nổ thứ ba xảy ra sáng sớm ngày 29 tháng 3 năm 2016, trong lúc công tác tìm kiếm cứu nạn đang xảy ra, làm 6 người thiệt mạng, trong đó có 5 nhân viên cứu hộ. Thêm 5 người khác bị thương.

## Phản ứng
Phó thủ tướng Nga Arkady Dvorkovich đã đến hiện trường sau vụ nổ ngày 28 tháng 2, và giải thích rằng các kết luận sơ bộ đã đưa ra nguyên nhân gây nổ, nhưng chưa có tuyên bố chính thức được đưa ra. Dvorkovich gọi vụ nổ là "một thảm kịch tồi tệ cho nước Nga và cho ngành than đá của chúng ta". Vụ nổ đã được coi là gây thương vong nhiều nhất trong ngành công nghiệp khai thác mỏ của Nga kể từ nổ mỏ Raspadskaya năm 2010 làm chết 91 công nhân.
Việc điều tra các vụ nổ và những cái chết của các thợ mỏ đang được coi là thủ tục tố tụng hình sự theo luật hình sự của Nga, với lý do vi phạm các quy định an toàn. Theo con gái của một trong những nhà quản lý mỏ, các thợ mỏ đã được yêu cầu mang thiết bị dò khí giúp cảnh báo những người thợ mỏ khi có mê tan mức độ cao.
Theo ITAR-TASS, tất cả những nhân viên cứu hộ bị chết hoặc bị thương sẽ được nhận huân chương nhà nước. Các cơ thể tìm được tại hiện trường sẽ được tổ chức tang lễ vào ngày 29 tháng 2, và Cộng hòa Komi tuyên bố thời gian ba ngày để tang cho những tổn thất nhân mạng.